# Jake Shears
Jake Shears (né Jason Sellards le 3 octobre 1978 en Arizona) est le principal interprète masculin du groupe  américain Scissor Sisters.

## Biographie
Shears est né en Arizona, mais a grandi au nord de Seattle, sur l'île San Juan. Pendant son enfance à San Juan, il est allé à l'école Friday Harbor High School. À 15 ans, il s'installe à l'internat de The Northwest School à Seattle et y termine son secondaire. Shears fréquente ensuite l'Occidental College à Los Angeles. À 19 ans, il se rend Lexington, Kentucky pour rendre visite à un camarade de classe, qui lui présente Scott Hoffman (Babydaddy). Shears et Hoffman deviennent immédiatement amis et, un an plus tard, déménagent tous les deux pour New York.
Les premières performances de Shears comprennent notamment un morceau de Narnia en 1993, dirigé par Fred Yockers.
À New York, Shears rejoint le Eugene Lang College (en), où il étudie l'écriture de fiction et est camarade de classe avec Travis Jeppesen (en), et écrit des pièces pour le magazine gay HX. Pendant un certain temps, Shears, qui est ouvertement gay, est une référence sur le New York gay et de la scène electroclash.
En 2000, Shears a également travaillé comme rédacteur pour le magazine Paper.
Shears annonce au Festival de Glastonbury 2010 que le jour du spectacle (26 juin 2010), cela faisait 6 ans qu'il avait rencontré son petit ami (dénommé « Chris »). Ils ne sont pas mariés, mais se sont récemment engagés à la suite d'une proposition de Shears « quand nous étions tous deux absolument perdus ».

## Scissor Sisters
Shears et Hoffman ont formé les Scissor Sisters en 2001 comme une sorte de blague pour la performance artistique, avec des représentations scandaleuses dans des clubs comme Luxx, au cœur de la scène electroclash à Williamsburg, où vivaient Shears. Après quelques années à galérer à New York (travaillant avec le label A Touch of Class, qui a produit Comfortably Numb et Filthy/Gorgeous), les Sisters ont enfin trouvé le succès au Royaume-Uni et en Irlande culminant en 2004 avec la meilleure vente d'album de l'année au Royaume-Uni.
En concert, Shears est connu pour sa danse provocante, ses costumes flamboyants, et sa quasi-nudité. (Au cours de ses premières années, alors qu'il avait du mal à démarrer à New York, il se serait souvent fait des extras en tant que Go-Go dancer et danseur érotique dans les clubs de strip gay.) Ses influences musicales comprennent ABBA, Blondie, David Bowie, Duran Duran, Roxy Music, The New York Dolls, Queen, Madonna, Paul McCartney, Pet Shop Boys, The Beatles et Dolly Parton. Lui et son groupe deviennent particulièrement populaires dans la communauté LGBT.
Leur vidéo pour Filthy/Gorgeous est réalisée par John Cameron Mitchell, qu'ils ont rencontré lors d'un rassemblement Radical Faerie.
Shears assiste à l'enterrement de vie de garçon d'Elton John avant son mariage civil avec David Furnish en 2005. John et Shears font un entretien dans The Observer en 2006.

## Autres éléments
En 2005, Shears est invité pour enregistrer un titre en duo avec Andy Bell, le chanteur du groupe Erasure : Thought It Was You. Cette chanson figure dans le premier album solo d'Andy Bell, Electric Blue.
Il a également collaboré avec Tiga avec Hot in Herre, You Gonna Want Me et What You Need du nouvel album de Tiga Ciao!, ainsi que sur la Finlande musicien Chambre Luomo de If I Can't.[incompréhensible]
Il a également écrit la chanson I Believe In You de Kylie Minogue avec Babydaddy, et Too Much pour l'album Aphrodite de Kylie avec Calvin Harris. Enfin, en 2013, il participe à l'album ...Like Clockwork des Queens of the Stone Age en interprétant les chœurs de la chanson Keep Your Eyes Peeled.

## Discographie
Pour la discographie de Jake Shears avec Scissor Sisters, voir l'article détaillé.